# Bis(triméthylsilyl)amidure de lithium
Le bis(triméthylsilyl)amidure de lithium, également appelé hexaméthyldisilazane de lithium (LiHMDS), est un composé chimique de formule ((CH3)3Si)2NLi. Il s'agit d'un solide incolore corrosif qui se décompose violemment au contact de l'eau. Il se présente sous forme de dimères en solution et sous forme de trimères à l'état solide.
Le LiHMDS est disponible dans le commerce mais peut également être préparé par déprotonation de la bis(triméthylsilyl)amine avec le n-butyllithium :
((CH3)3Si)2NH + C4H9Li → ((CH3)3Si)2NLi + C4H10.
Le résidu obtenu peut être purifié par sublimation.
Le LiHMDS est utilisé pour produire des complexes à faible coordinence grâce à l'encombrement stérique provoqué par le ligand bis(triméthylsilyl)amidure, tels que (((CH3)3Si)2N)3M avec M = Sc, Ti, V, Fe. Le traitement par le chlorure de triméthylsilyle donne la tris(triméthylsilyl)amine, qui présente un atome d'azote tricoordonné à géométrie plane.
En chimie organique, le LiHMDS est souvent utilisé comme base forte, par exemple pour former du carbure de lithium C2Li2 ou encore un énolate de lithium, comme ci-dessous avec la benzylidèneacétone :

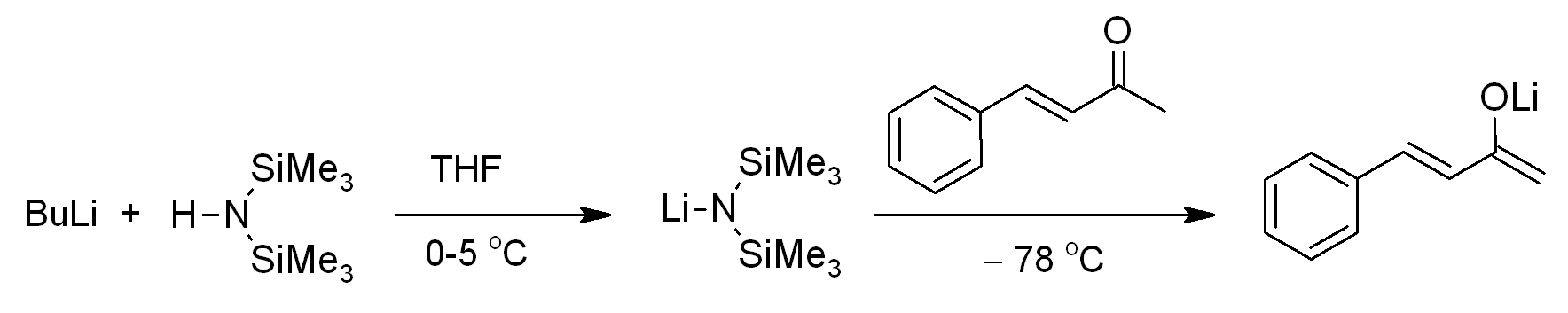
Formation d'un énolate de lithium à partir de benzylidèneacétone.